# Gunugus
Gunugus (łac. Diocesis Gunugitanus) – stolica historycznej diecezji we Cesarstwie rzymskim w prowincji Mauretania Cezarensis, zlikwidowana w VII w. podczas ekspansji islamskiej, współcześnie w północnej Algierii. Obecnie katolickie biskupstwo tytularne.

## Biskupi tytularni
| Lp. | Biskup              | Funkcja                                        | Od              | Do               |
| --- | ------------------- | ---------------------------------------------- | --------------- | ---------------- |
| 1   | Emilio Pizzoni      | biskup pomocniczy Udine (Włochy)               | 6 września 1966 | 21 marca 1974    |
| 2   | Onesimo Gordoncillo | biskup pomocniczy Dumaguete (Filipiny)         | 14 marca 1974   | 3 lipca 1976     |
| 3   | James Timlin        | biskup pomocniczy Scranton (USA)               | 26 lipca 1976   | 24 kwietnia 1984 |
| 4   | Vigilio Olmi        | biskup pomocniczy Brescii (Włochy)             | 20 marca 1986   | 25 stycznia 2019 |
| 5   | Sylvester David     | biskup pomocniczy Kapsztad (Południowa Afryka) | 6 czerwca 2019  |                  |